# Saint-Laurent-sur-Sèvre
Saint-Laurent-sur-Sèvre är en kommun i departementet Vendée i regionen Pays de la Loire i västra Frankrike. Kommunen ligger i kantonen Mortagne-sur-Sèvre som tillhör arrondissementet La Roche-sur-Yon. År 2022 hade Saint-Laurent-sur-Sèvre 3 613 invånare.

## Befolkningsutveckling
Antalet invånare i kommunen Saint-Laurent-sur-Sèvre
| Referens: INSEE |